# Gerhardt Keiser
Gerhardt Keiser (Uelsen, 10 september 1637 - augustus 1669) was landschrijver en geheimraad van de graaf van Bentheim.

## Leven en werk
Mr. Keiser werd in 1637 geboren als zoon van de richter van Uelsen, mr. Herman Keiser en van Johanna van Middachten. Hij was een kleinzoon van de burgemeester van Nordhorn Gerhardt Keiser, naar wie hij werd vernoemd. Evenals zijn vader studeerde hij rechten en promoveerde in de beide rechten (Romeins en canoniek recht). Hij trouwde in februari 1664 met de dochter van de ontvanger-generaal van het graafschap Bentheim, Aleida Lohman, een weduwe afkomstig uit Neuenhaus. Keiser was landschrijver van het graafschap Bentheim en was geheimraad van de graaf van Bentheim. Hij overleed in augustus 1669 op 31-jarige leeftijd. Zijn dochter Johanna was toen drie jaar en zijn zoon Johan Harmen was ruim een jaar. Zijn zoon studeerde rechten aan de Universiteit van Harderwijk en vestigde zich in 1691 als jurist in Groningen en werd daar gedeputeerde van Stad en Lande en lid van de Staten-Generaal.